# 香港珍珠茅
香港珍珠茅（学名：Scleria radula）为莎草科珍珠茅属下的一个种。

## 扩展阅读
- 維基物種上的相關：香港珍珠茅